# پروژه صفر گوگل
پروژه صفر تیمی از تحلیلگران امنیتی است که در گوگل وظیفه یافتن آسیب‌پذیری‌های روز صفر را دارند. این پروژه در ۱۵ ژوئیه ۲۰۱۴ اعلام شد.

## تاریخچه
پس از یافتن تعدادی اشکال در نرم‌افزارهای مورد استفاده بسیاری از کاربران نهایی هنگام تحقیق در مورد مشکلات دیگر، از جمله آسیب‌پذیری مهم «هارت‌بلید»، گوگل تصمیم گرفت یک تیم تمام وقت را تشکیل دهد که برای پیدا کردن چنین آسیب‌پذیری‌هایی نه تنها در نرم‌افزار Google بلکه هر نرم‌افزار مورد استفاده کاربران آن تشکیل دهد. پروژه جدید در تاریخ ۱۵ ژوئیه ۲۰۱۴ در وبلاگ امنیتی Google اعلام شد. هنگام راه اندازی، یکی از اصلی‌ترین نوآوری‌هایی که پروژه صفر ارائه داد، مهلت دقیق افشای ۹۰ روزه همراه با یک خطایاب قابل مشاهده برای عموم بود که در آن روند افشای آسیب‌پذیری ثبت شده‌است.
گرچه ایده پروژه صفر را می‌توان از سال ۲۰۱۰ جستجو کرد، اما ایجاد آن در روند بزرگتر اقدامات ضد نظارت گوگل در پی افشای نظارت جهانی توسط ادوارد اسنودن در سال ۲۰۱۳ قرار می‌گیرد. این تیم قبلاً توسط کریس ایوانز، که قبلاً رئیس تیم امنیتی گوگل کروم بود، هدایت می‌شد و پس از آن به تسلا موتورز پیوست. اعضای برجسته دیگر شامل محققان امنیتی بن هاوکس، ایان بیر و تاویس اورماندی هستند. هاوکس سرانجام مدیر تیم شد.
تمرکز این تیم فقط یافتن اشکالات و حملات جدید نیست، بلکه تحقیق و مستندسازی علنی در مورد چگونگی بهره‌برداری از چنین نقص‌هایی در عمل است. این کار برای اطمینان از درک کافی مدافعان از حملات انجام می‌شود. این تیم یک وبلاگ تحقیقاتی گسترده با مقالاتی را ارائه می‌دهد که حملات فردی را با جزئیات شرح می‌دهد.

## پیدا کردن اشکال و گزارش
اشکالاتی که توسط تیم پروژه صفر پیدا شده‌است، به سازنده گزارش می‌شود و فقط پس از انتشار پچ یا اگر ۹۰ روز بدون انتشار وصله ای سپری شده باشد، برای عموم قابل مشاهده است. مهلت ۹۰ روزه روش Google برای اجرای افشای مسئولانه است، به شرکت‌های نرم‌افزاری ۹۰ روز فرصت می‌دهد تا قبل از اطلاع‌رسانی به مردم، مشکلی را برطرف کنند تا کاربران خود بتوانند اقدام‌های لازم را برای جلوگیری از حملات انجام دهند. مواردی وجود داشته‌است که فروشنده از تولید هرگونه راه حلی برای نقص کشف شده در طی ۹۰ روز پس از اطلاع‌رسانی، قبل از افشای عمومی توسط تیم، کوتاهی می‌کند، بنابراین کاربران سیستم‌های آسیب دیده را آسیب‌پذیر می‌کند.

## اعضای مهم
- بن هاوکس[۵]
- تاویس اورماندی
- ایان بیر
- جن هورن[۹]
- ناتالی سیلوانوویچ[۱۰]

## اعضای گذشته
- گال بنیامینی[۱۱]
- توماس دولین[۱۲]
- کریس ایوانز
- جورج هوتز[۵]
- مت تایت[۱۳]
- استیون ویتیتو[۱۴]

## اکتشافات قابل توجه
یکی از اولین گزارش‌های پروژه صفر که توجه‌ها را به خود جلب کرد، نقصی بود که به هکرها اجازه می‌داد کنترل نرم‌افزارهای موجود در مرورگر سافاری را به دست بگیرند. به خاطر تلاشهایش، در یادداشت تشکرآمیز کوتاه اپل از این تیم، به‌خصوص ایان بیر نام برده شد.
در تاریخ ۳۰ سپتامبر ۲۰۱۴، Google یک نقص امنیتی در تماس سیستم Windows 8.1 "NtApphelpCacheControl" را شناسایی کرد، که به کاربر عادی امکان دسترسی اداری را می‌دهد. مایکروسافت بلافاصله از این مشکل مطلع شد اما ظرف ۹۰ روز این مشکل را برطرف نکرد، این بدان معنا بود که اطلاعات مربوط به این اشکال در تاریخ ۲۹ دسامبر ۲۰۱۴ در دسترس عموم قرار گرفت. انتشار این اشکال برای عموم مردم موجب پاسخ مایکروسافت شد که آنها در حال کار بر روی این مشکل هستند.
در ۹ مارس ۲۰۱۵، وبلاگ پروژه صفر گوگل یک پست مهمان ارسال کرد که نشان داد چگونه می‌توان از یک نقص سخت‌افزاری شناخته شده در DRAM معمولاً مستقر به نام Row Hammer برای افزایش امتیازات برای کاربران محلی استفاده کرد. این مقاله مقدار زیادی از تحقیقات پیگیری را در جامعه دانشگاهی و سخت‌افزاری ایجاد کرد.
در ۱۹ فوریه ۲۰۱۷، گوگل نقصی در پروکسی‌های معکوس Cloudflare پیدا کرد، که باعث می‌شد سرورهای لبه آنها از انتهای یک بافر عبور کنند و حافظه را برگردانند که حاوی اطلاعات خصوصی مانند کوکی‌های HTTP، نشانه‌های احراز هویت، بدنه‌های HTTP POST است؛ و سایر داده‌های حساس برخی از این داده‌ها توسط موتورهای جستجو ذخیره شده‌است. یکی از اعضای تیم پروژه صفر این نقص را Cloudbleed نامید.